# Sierra de La Escobella
La Escobella (en valenciano, L'Escobella) es una sierra situada en la provincia de Alicante, España, entre los municipios de San Vicente del Raspeig, Tibi y Jijona.
La Escobella forma parte de Monnegre, una comunidad tradicional, espacio natural y ZEPA de la Red Natura 2000.
La Escobella junto a la sierra del Ventós forma una barrera natural que delimita a un lado la comarca del Hoya de Alcoy y al otro el Campo de Alicante. El alto de La Escobella es el punto más elevado del término municipal de San Vicente del Raspeig.

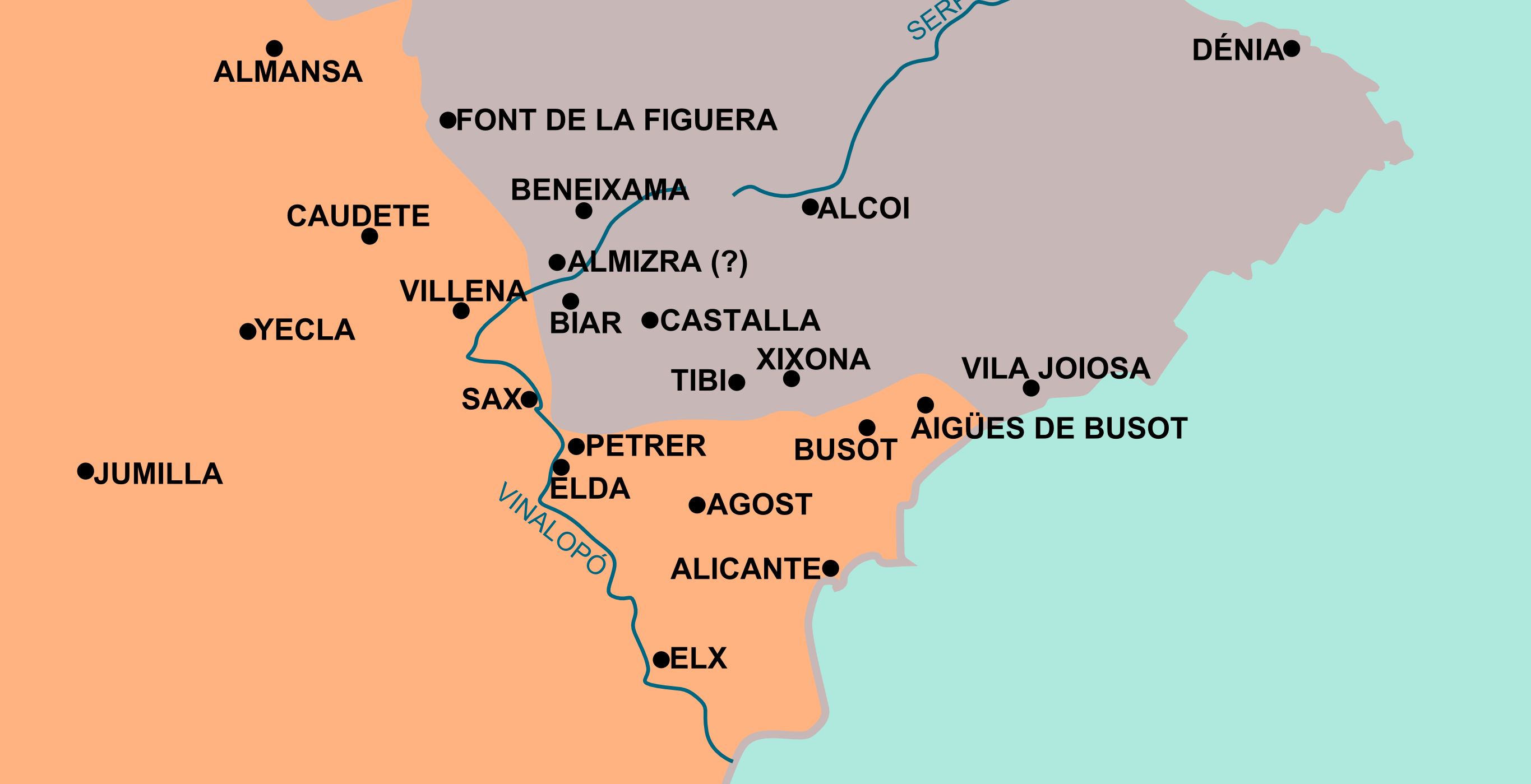
Límites del Tratado de Almizra donde en La Escobella se situó un hito fronterizo que separaba dos reinos tras el acuerdo entre Jaime I de Aragón y Alfonso X el Sabio.

## Toponimia
Existe una histórica confusión entre los topónimos de las cumbres de la sierra de La Escobella. Se ha extendido erróneamente en los últimos años mediante aplicaciones de geolocalización deportiva como Wikiloc, que la cumbre más alta es La Mosca o también conocido como Altet de la Mosca o Alto de la Mosca.
Uno de los primeros mapas topográficos elaborado por el Instituto Geográfico y Estadístico en el año 1898 denomina a la cumbre de 693m como La Escobelleta y a la de 655m como Altet de la Mosca.
En la actualidad, el Instituto Cartográfico Valenciano, en su visor de cartografía denomina a la cumbre de 693m como Alt de l'Escobella, a la cumbre de 655m como L'Escobella y a la de 636m como l'Escobelleta, ni rastro del topónimo Mosca.
Uno de los hechos que ha provocado esta confusión toponímica ha ido producida por el propio ICV al colocar el vértice geodésico que denomina l'Escobella (655m) no colocándolo en la cumbre más elevada de la sierra, la que denominan Alt de l'Escobella (693m). Al parecer, no se colocó el vértice geodésico en la cumbre debido a la singular estrechez de la misma, con una forma cónica en forma de queso de tetilla.
Además, otro hecho que confirma que el topónimo correcto de La Mosca o Altet de la Mosca es la cumbre de 655m es que junto a este mismo punto nace el barranco de la Mosca, descendiendo su cauce hacia el Altet de la Planxeta y convirtiéndose en afluente del barranco de la Fuente del Lobo o Font del Lobo a la altura de Pla Xirau, el cual a su vez este es afluente de la rambla de Rambuchar. Por panto, el Altet de la Mosca es el punto más elevado del barranco del mismo nombre.
Desde el Ayuntamiento de San Vicente del Raspeig, en sus documentos y folletos oficiales como el de rutas y senderos elaborado en colaboración con la Universidad de Alicante determinan que la cumbre de 693m se denomina Alt de l'Escobella y la otra cumbre de 655m se denomina Altet de la Mosca.

## Historia
La sierra de La Escobella fue de suma importancia al quedar como frontera internacional en 1244. En la cumbre La Escobella también conocida como Alto de la Escobella, de 693 metros de altitud, se ubicó el mojón que dividía los reinos de Valencia y Castilla, con la raya trazada por el Tratado de Almizra, y por ende dos sistemas jurídicos diferentes.
Quedaban divididos los términos generales de las villas de Jijona y Tibi (Reino de Valencia) y Alicante (Reino de Castilla), quedando como poblaciones fronterizas y limítrofes entre sí, ya que por entonces El Raspeig (todavía no existía el topónimo San Vicente del Raspeig) era parte del término municipal de la villa de Alicante. La raya fronteriza que marcaba la frontera de ambos reinos transcurría desde los hitos del Cabezón de Oro hasta Biar.
Gracias a la tesis doctoral del profesor Jorge Payá "Régimen jurídico de las aguas del río Verde-Monnegre (siglos XIII-XVIII)", se ha permitido conocer la carta del procurador general del reino de Murcia, Jaime Pérez de Aragón, fechada en 1297, en la que se describe por dónde transcurría la línea fronteriza acordada en el Tratado de Almizra y hasta qué punto la misma convertía sus inmediacciones en lo que hoy denominaríamos territorio transfronterizo. Según este documento, la frontera trazada en Almizra tenía el siguiente recorrido:

Primerament en la partida de Vilajoiosa a la mar diez millas al Carrisalejo, pegado a la mar, y del Carrisal a la Muela y de la Muela al Cantal del Spino, al cabo del barranco de la Alcantarola y del Cantal del Spino a Cabeçonsuelo, a la Penya forada del Cabeçon y Cabeçonsuelo al Vergeret y del Vergeret a los Guardos Viejos y de los Guardos Viejos a Monnegro y del Monnegro a Lalcubilla y de Lalcubilla al Ventoso sube al barranco arriba del Maymon y del Maymon a las vertientes de la sierra fasta la sierra, y de la sierra todas las vertientes de la Solana […].

Los mojones que dividían la frontera de los reinos se ubicaban en las cumbres más altas de las sierras que discurría, donde la evolución de los topónimos desde 1297 es singular: Monnegro hace referencia al Cabeç de Montnegre (515m), Lalcubilla hace referencia a La Escobella (693m), Ventoso es el Cabezo del Ventós (902m) y el Maymon es el Maigmó (1.296m).

## Situación actual
La Escobella forma parte de Monnegre, una comunidad tradicional, espacio natural y ZEPA de la Red Natura 2000.
En el Altet de la Mosca se encuentra el vértice geodésico denominado "La Escobella" (que no se encuentra en la cumbre de dicho nombre como se explica anteriormente), perteneciente a la Red Geodésica de Cuarto Orden de la Comunidad Valenciana del Instituto Cartográfico Valenciano, dotados de coordenadas en Sistema Europeo de Referencia Terrestre 1989.
Desde 2002, el Ayuntamiento de San Vicente del Raspeig organiza todos los años una ruta senderista llamada "Pujada a l’Escobella" de 17 kilómetros de distancia que separan la plaza de España a la cumbre de la sierra.

## Cumbres
Sus picos más elevados son por este orden:
- La Escobella (693 m) o también conocido como Alto de La Escobella (en valenciano, Alt de l'Escobella).
- La Mosca (655 m) o también conocido como Altet de La Mosca o Alto de La Mosca (en valenciano, Alt de La Mosca).
- La Escobelleta (636 m).
- La Planxeta (506 m) también conocido como Altet de La Planxeta, Altet de la Panxeta o Alto de la Planxeta (en valenciano, Alt de La Planxeta).
- Alto del Colomar (391 m) (en valenciano, Alt del Colomar).

| Cumbre         | Altura | Municipios donde se ubica              |
| -------------- | ------ | -------------------------------------- |
| La Escobella   | 693 m  | San Vicente del Raspeig, Tibi y Jijona |
| La Mosca       | 655 m  | San Vicente del Raspeig                |
| La Escobelleta | 636 m  | Tibi                                   |
| La Planxeta    | 506 m  | San Vicente del Raspeig y Tibi         |
| El Colomar     | 391 m  | Jijona                                 |